# Salzbach (Rodenberger Aue)
Der Salzbach ist ein etwa 7 Kilometer langer, orographisch linker beziehungsweise westlicher Zufluss der Rodenberger Aue im Gebiet von Stadthagen, Apelern und Rodenberg im Landkreis Schaumburg in Niedersachsen (Deutschland).

## Geographie
Der Salzbach entspringt aus mehreren Quellen westlich von Reinsdorf in den zur Stadt Stadthagen gehörenden höheren Lagen des nordöstlichen Teils der Bückeberge. Er fließt nach etwa 300 m  in die hier zur Gemeinde Apelern gehörenden unteren Lagen des Höhenzugs und durchquert den Ort Reinsdorf. Von hier bis zur Mündung in die Rodenberger Aue wird der Salzbach auf 5,6 km Länge durch den Unterhaltungsverband „West- und Südaue“ betreut. 
Der Salzbach fließt in ungefähr östlicher Richtung durch Lyhren, passiert den Südrand von Soldorf und mündet bei der Domäne Rodenberg in die Rodenberger Aue.
Der Salzbach ist vom morphologischen Fließgewässertyp her entweder ein feinmaterialreicher, karbonatischer Mittelgebirgsbach oder ein löss-lehmgeprägter Tieflandbach. Bei der intensiven landwirtschaftlichen Nutzung der Lössbodens als Grün- und Ackerland wurde das Gewässer weitgehend begradigt. In Reinsdorf ist der Bach verrohrt. In Lyhren fließt der Salzbach zwischen bebauten Flächen und Gärten. Bei Starkregen drohen im Ort Überflutungen durch das sich stauende Gewässer.

## Nutzung
Etwa auf halber Strecke des Bachabschnitts zwischen Reinsdorf und Lyhren liegt mit der zu Lyhren gerechneten Rehbruchsmühle eine ehemalige Wassermühle.
Seit dem Jahr 1780 bis etwa 1900 wurde in Soldorf geförderte Salzsole durch eine hölzerne Rohrleitung entlang des Salzbachs zu einer eigens gebauten Saline bei der Maschmühle an der Rodenberger Aue bei der heutigen Domäne Rodenberg geleitet und dort zu Speisesalz verarbeitet.